# Egaenus laevipes
Egaenus laevipes is een hooiwagen uit de familie echte hooiwagens (Phalangiidae).